# Robert Spencer
Robert Spencer (8 maggio 1747 – 23 giugno 1831) è stato un nobile e politico inglese.

## Biografia
Figlio ultimogenito del terzo duca di Marlborough e della moglie Elizabeth Trevor, si immatricolò a Christ Church (Oxford) il 10 aprile 1762, ottenne la laurea il 6 maggio 1765. Dal 1766 al 1768 intraprese il Grand Tour attraverso l'Austria, l'Italia e la Francia.

### Carriera politica
Alle elezioni generali del 1768, Spencer ritornò in Parlamento come membro per Woodstock, il seggio della casata di Marlborough. Fu nominato Lord of Trade nell'aprile del 1770, ma non frequentò il Consiglio regolarmente né il parlamento stesso. Si dimise dal suo seggio nel gennaio 1771 e fu eletto deputato per Oxford in una elezione suppletiva il 31 gennaio 1771. Tornò per Oxford nel 1774 e nel 1780. Spencer era un giocatore d'azzardo e, avendo perso il suo stipendio ufficiale, si trovò in difficoltà finanziarie intorno al 1781 finché non ottenne una percentuale di un dodicesimo sui profitti del tavolo da gioco di Charles James Fox al Brooks's, esclusivo club londinese, con un guadagno di cinque o sei ghinee all'ora. Come molti suoi parenti, fu un fervente sostenitore di Fox per tutta la sua carriera e anche in seguito. Nel 1784 fu di nuovo parlamentare a Oxford. La cerchia di Fox comprendeva, oltre alla sorella di Robert, Diana Spencer, e alla loro cugina Georgiana, anche Edward Bouverie, anche lui membro del Brooks club, e la sua giovane moglie Harriet, figlia di Sir Everard Fawkener, K.B. Ella era una famosa dama di società e parteggiava attivamente per i Whigs . Divenne l'amante di Spencer e la più giovane figlia di Bouverie, Diana, nata nel 1786 fu riconosciuta come una Bouverie, ma fu definita "la Bouverie rivelatrice, perché non c'era mai stato un Spencer così perfetto, la copia vivente di Lord Robert e la più bella creatura che sia mai stata vista".
Spencer fu membro di un comitato di sottoscrizione istituito per raccogliere fondi per sostenere i Whigs nelle successive elezioni generali. Rimase attivo negli appelli per la raccolta di fondi per il partito per molti anni a venire. Di conseguenza, il duca di Marlborough lo sostituì come candidato per Oxford nel 1790. Fox avrebbe potuto canidarlo al seggio per Winchelsea, ma non accadde nulla. Robert non voleva spendere £ 3.000 per ottenere un seggio a Wootton Bassett o rischiare una disputa costosa a Evesham, e non voleva essere una responsabilità per il suo partito.

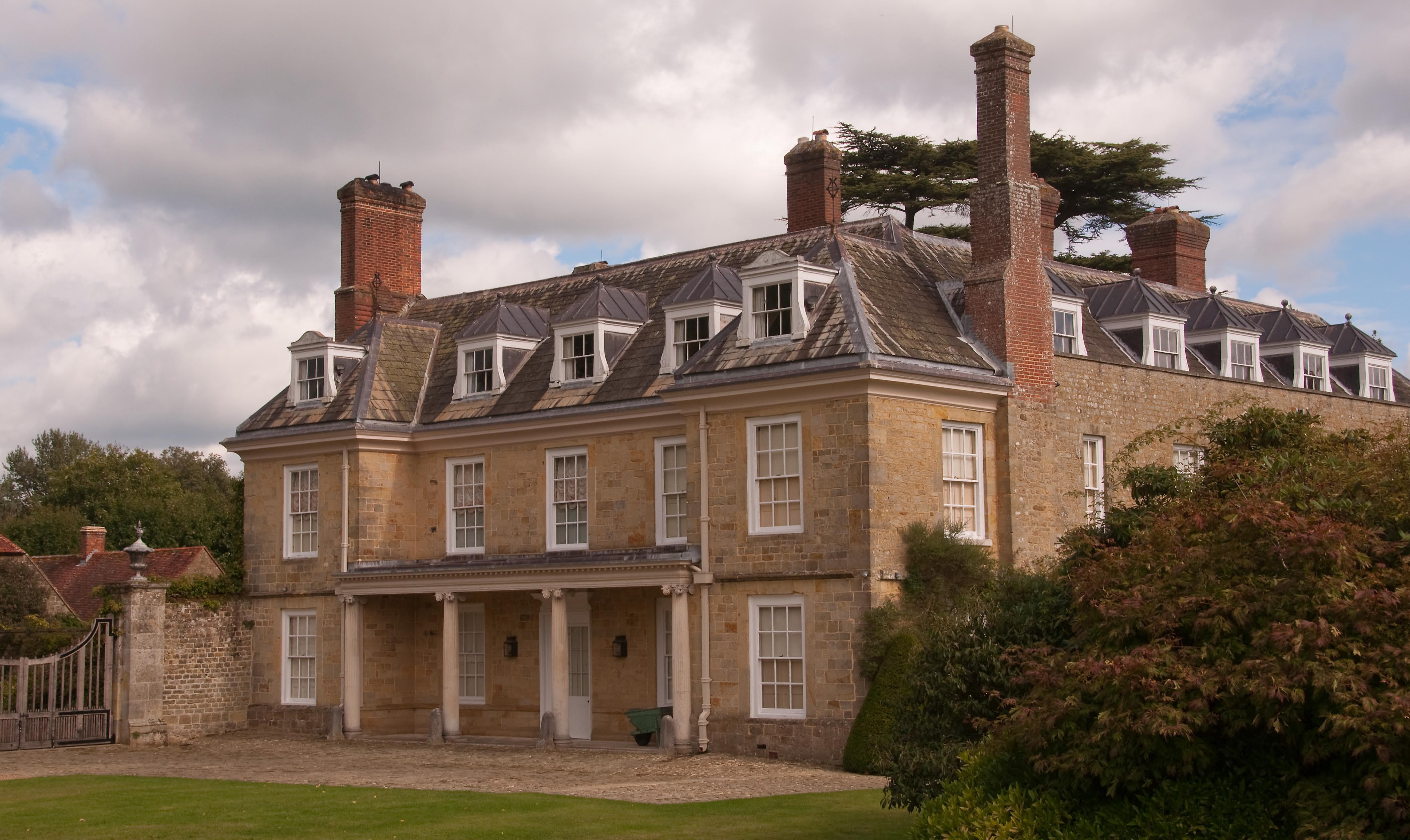
Woolbeding House, residenza di Lord Robert Spencer

Mantenne una vana speranza di ritornare al seggio familiare dell'Oxfordshire, ma ciò non accadde. Nelle elezioni generali del 1790 fu eletto deputato per Wareham, con il sostegno finanziario del partito Whig. Nel 1791 i suoi profitti al tavolo da gioco furono sufficienti per permettergli di acquistare la Woolbeding House nel Sussex. Nelle elezioni generali del 1796 i Whigs sembrano aver pagato 3.000 sterline per la sua campagna elettorale a Wareham. Tuttavia, era di nuovo in difficoltà finanziarie nel 1799 e perse di nuovo con il gioco d'azzardo così pesantemente che dovette vendere la sua casa e i suoi dipinti a Londra. Si dimise infine dal suo seggio nel febbraio 1799.
Nel marzo del 1802 ritornò in Parlamento per il seggio di Tavistock, seggio tradizionalmente controllato dai Russell, duchi di Bedford, con i quali era imparentato. Continuò in questa veste a supportare fedelmente Fox e nell'agosto dello stesso anno accompagnò quest'ultimo a Parigi dove incontrò Bonaparte, allora Primo Console, con il quale discusse del suo avo Marlborough, molto ammirato dal generale corso (quando quest'ultimo sarà esiliato a Sant'Elena Robert gli invierà una biografia del duca di Marlborough). Al suo ritorno continuò a supportare Fox nella sua opposizione a Pitt e Henry Addington. Lord Robert fu Controllore generale dei Boschi, Foreste, Parchi e Cacce dal febbraio 1806 al marzo 1807.
La carriera di Robert Spencer subì un colpo fatale con la prematura morte di Fox nel 1806, proprio quando questi era giunto all'apice della carriera; escluso dal Parlamento, non vi fece ritorno nonostante il duca di Bedford gli avesse offerto più volte un seggio nel 1807 e 1809. Non smise mai di lodare e rimpiangere Fox.
Ritornò ai Comuni solo nel 1817 per il seggio di Tavistock, come sostituto di Lord John Russell durante la malattia di quest'ultimo. Svolse un analogo incarico per il seggio di Woodstock l'anno seguente, per conto del nipote. In questa veste votò regolarmente all'opposizione, coerente con i suoi principi Whig, lasciando infine il seggio nel 1820.

## Matrimonio e figli
Spencer sposò la sua amante Henrietta Bouverie il 2 ottobre 1811, un anno dopo la morte di suo marito. Da lei ebbe una figlia, chiamata Diana, quando Henrietta era ancora sposata con Edward Bouverie. Diana si sposò in seguito con George Ponsonby.

## Morte
Spencer si ritirò a Woolbeding, dopo averla impreziosita con gusto. Morì il 23 giugno 1831, ormai divenuto " venerabile vegliardo".

## Ascendenza
|                                          |                                |                                       | Genitori                          |  |  | Nonni |  |  | Bisnonni                               |  |  | Trisnonni                            |  |
|                                          |                                |                                       |                                   |  |  |       |  |  | Robert Spencer, II conte di Sunderland |  |  | Henry Spencer, I conte di Sunderland |  |
|                                          |                                |                                       |                                   |  |  |       |  |  | Robert Spencer, II conte di Sunderland |  |  | Henry Spencer, I conte di Sunderland |  |
|                                          |                                | Dorothy Sidney                        |                                   |  |  |       |  |  | Robert Spencer, II conte di Sunderland |  |  |                                      |  |
| Charles Spencer, III conte di Sunderland |                                |                                       |                                   |  |  |       |  |  | Robert Spencer, II conte di Sunderland |  |  |                                      |  |
|                                          |                                | Anne Digby                            | George Digby, II conte di Bristol |  |  |       |  |  |                                        |  |  |                                      |  |
|                                          |                                | Anne Digby                            | George Digby, II conte di Bristol |  |  |       |  |  |                                        |  |  |                                      |  |
|                                          |                                | Anne Digby                            | Anne Russell                      |  |  |       |  |  |                                        |  |  |                                      |  |
| Charles Spencer, III duca di Marlborough |                                | Anne Digby                            |                                   |  |  |       |  |  |                                        |  |  |                                      |  |
|                                          |                                | John Churchill, I duca di Marlborough | Winston Churchill                 |  |  |       |  |  |                                        |  |  |                                      |  |
|                                          |                                | John Churchill, I duca di Marlborough | Winston Churchill                 |  |  |       |  |  |                                        |  |  |                                      |  |
|                                          |                                | John Churchill, I duca di Marlborough | Elizabeth Drake                   |  |  |       |  |  |                                        |  |  |                                      |  |
| Anne Churchill                           |                                | John Churchill, I duca di Marlborough |                                   |  |  |       |  |  |                                        |  |  |                                      |  |
|                                          |                                | Sarah Jennings                        | Richard Jennings                  |  |  |       |  |  |                                        |  |  |                                      |  |
|                                          |                                | Sarah Jennings                        | Richard Jennings                  |  |  |       |  |  |                                        |  |  |                                      |  |
|                                          |                                | Sarah Jennings                        | Frances Thornhurst                |  |  |       |  |  |                                        |  |  |                                      |  |
| Robert Spencer                           |                                | Sarah Jennings                        |                                   |  |  |       |  |  |                                        |  |  |                                      |  |
|                                          | Thomas Trevor, I barone Trevor | John Trevor                           |                                   |  |  |       |  |  |                                        |  |  |                                      |  |
|                                          | Thomas Trevor, I barone Trevor | John Trevor                           |                                   |  |  |       |  |  |                                        |  |  |                                      |  |
|                                          | Thomas Trevor, I barone Trevor | Ruth Hampden                          |                                   |  |  |       |  |  |                                        |  |  |                                      |  |
| Thomas Trevor, II barone Trevor          | Thomas Trevor, I barone Trevor |                                       |                                   |  |  |       |  |  |                                        |  |  |                                      |  |
|                                          |                                | Elizabeth Searle                      | John Searle                       |  |  |       |  |  |                                        |  |  |                                      |  |
|                                          |                                | Elizabeth Searle                      | John Searle                       |  |  |       |  |  |                                        |  |  |                                      |  |
|                                          |                                | Elizabeth Searle                      | Anne Nicoll                       |  |  |       |  |  |                                        |  |  |                                      |  |
| Elizabeth Trevor                         |                                | Elizabeth Searle                      |                                   |  |  |       |  |  |                                        |  |  |                                      |  |
|                                          |                                | Timothy Burrell                       | Walter Burrell                    |  |  |       |  |  |                                        |  |  |                                      |  |
|                                          |                                | Timothy Burrell                       | Walter Burrell                    |  |  |       |  |  |                                        |  |  |                                      |  |
|                                          |                                | Timothy Burrell                       | Frances Hooper                    |  |  |       |  |  |                                        |  |  |                                      |  |
| Elizabeth Burrell                        |                                | Timothy Burrell                       |                                   |  |  |       |  |  |                                        |  |  |                                      |  |
|                                          |                                | Elizabeth Chilcott                    | John Chilcott                     |  |  |       |  |  |                                        |  |  |                                      |  |
|                                          |                                | Elizabeth Chilcott                    | John Chilcott                     |  |  |       |  |  |                                        |  |  |                                      |  |
|                                          |                                | Elizabeth Chilcott                    | …                                 |  |  |       |  |  |                                        |  |  |                                      |  |
|                                          |                                | Elizabeth Chilcott                    |                                   |  |  |       |  |  |                                        |  |  |                                      |  |